# スプラトゥーン3
『スプラトゥーン3』（スプラトゥーン スリー、英: Splatoon 3）は、任天堂より2022年9月9日に発売されたNintendo Switch用アクションシューティングゲーム。2017年7月21日に発売されたNintendo Switchソフト『スプラトゥーン2』に続くスプラトゥーンシリーズの3作目。略称はスプラ3（スプラスリー）。

## 概要
2021年2月18日に配信された「Nintendo Direct 2021.2.18」内で発表された。前作の『スプラトゥーン2』（以降「前作」と表記）の発売から約5年ぶりの続編となるシリーズ新作である。
プレイヤーはヒトの姿に変身できるイカやタコを操作し、ヒトの姿で様々なブキを使ってインクを塗り合ったり、塗ったインクの中をイカやタコの姿で泳いだりして、4対4に分かれて対戦する、というシリーズを通しての基本的なゲームシステムは前作からそのままに、本作では新しいブキ、サブウェポン、スペシャルウェポン、キャラクター、ステージ、プレイヤーの外見の選択肢として目の色など、さまざまな新要素が追加された。
舞台は前作までのハイカラ地方から遠く離れたバンカラ街（混沌の街）を中心とする「バンカラ地方」。前作や、Wii Uで発売されたシリーズ1作目にあたる『スプラトゥーン』（以降「初代」と表記）では舞台がハイカラ地方だったため、シリーズで初めて違う地方へと舞台が変わることになる。また、基本的なルールはそのままに「バンカラ地方」でもナワバリバトルなどは行われている。
2022年9月12日、発売後3日間の売上345万本を突破し、Nintendo Switch向けソフトの発売後3日間の国内販売本数としては『あつまれ どうぶつの森』の188万本を大きく上回り過去最高を記録した。

### 開発
今作のテーマ「混沌」は、前作の最後のフェス（ゲーム内イベント）「混沌 vs 秩序」において混沌陣営が勝利したことから決定した。本作の「イカ暦」の設定は現実と同じ時間の経過を合わせて架空の2022年に設定し、初代から7年間ユーザーと開発者、ゲーム内世界が一緒に歩んできたとされている。
ストリートカルチャーの設定は初代の「やんちゃなストリートカルチャー」、2作目はやんちゃな世界の裏テーマの「あか抜けた都会らしさが流行している世界」に対し、本作はさらなる裏テーマの「洗練されたものはイカしてなくて、ごちゃっとしたものがイカしてる」という設定になった。

## ゲームシステム
ここでは、前作から変更された点、本作で新しく導入された点を解説する。

### 新アクション
新アクションはいずれもアクション中にアーマーがつき、一定のダメージを無効化および軽減する。
イカロール
センプク中に地面や壁から、回転しながら進行方向とは違う方向に進むアクション。
イカノボリ
壁にセンプク中に少し溜める動作を取り、一気に壁を登り上へ飛ぶアクション。
イカスポーン
空中のスポナーからステージに向けて射出され、その前に降下地点を決定する。これにより自由な場所からバトルを開始できるようになった。スポナーから射出された後の数秒間はイカロールやイカノボリなどと同じようなアーマーが付与される。

### 新要素（バトル）
今作ではナワバリバトル等でのバトル中、どちらかのチームの全プレイヤーが倒された際に「WIPEOUT!!!」（ワイプアウト）と画面上に表示されるようになった。また、バトル時に流れる曲の曲名が画面の右下に表示されるようになった。特定の条件を満たしてバトルを終了させた場合、バトルに勝利したチームの活躍したプレイヤー2人が、拳を突き合せて互いの健闘をたたえ合う「フィストバンプ（ゲソバンプ）」という仕草をするようにもなった。

### ステータス
ランク
レギュラーマッチ、バンカラマッチ、Xマッチで経験値を貯めると上昇する値。現状1~999まであるが、ほとんどのプレイヤーが999まで到達することは困難。
カタログポイント
レギュラーマッチ、バンカラマッチ、Xマッチ、サーモンランで経験値を貯めると上昇し、その値に対する報酬を受け取ることができる。上限が100でシーズンごとにリセットされる。
ウデマエ
「バンカラマッチ」の勝敗によって変動する階級の総称。ウデマエは、C- から C、C+、B-、B、B+、A-、A、A+、S、S+0と上がっていき、S+0の先は、S+50を上限としてS+1、S+2と数字が増えていく。なお、S+0以降では、Xマッチに参加できるようになる。
ウデマエポイントをためるとウデマエが上がっていくが、C+ から B- に上がるときなど、節目となるウデマエの境目では「昇格戦」に挑む必要がある（S+の場合はS+10、S+20、S+30、S+40、S+50で昇格戦がある）。昇格戦は、バンカラマッチ（チャレンジ）でのみ挑戦できる。ウデマエポイントを支払って挑戦し、3敗する前に3勝すれば昇格できる。昇格に失敗した場合、事前に消費したウデマエポイントは返ってこない。
表彰
塗りポイントや味方のジャンプ先となった回数、注目された時間など複数の項目で、最大3個までバトル終了時に表彰される。表彰の内容は表彰された人にのみ表示される。金色のバッジがつく金表彰と、銀色のバッジがつく銀表彰がある。バンカラマッチ（チャレンジ）のみ、金表彰1個につき+5P、銀表彰1個につき+1Pがウデマエポイントに加算される。

### スタイル
本作ではこれまでに登場したプレイヤーキャラクターの肌の色、目の色、髪型、ボトムス、イカ（インクリング）とタコ（オクトリング）のスタイルチェンジが全て登場するのに加え、新たな髪型、目の色、ボトムスが追加され、新たに眉毛の形を選択できるようになった。また、今作からはガール、ボーイの選択肢がなくなり、それに伴いガールとボーイの選択肢に囚われず、好きな髪型を設定できるようになった。ただし、イカとタコによって設定できる髪型は異なる。

### シーズン
本作では発売から2年の間、3ヶ月に1度シーズンが変わりアップデートされる。アップデートでは、新ブキ・新ギアの追加、新ステージの追加などが行われる。シーズンが変わるとウデマエリセットが行われる。下がるウデマエは、原則プレイヤーが過去に到達したことのある最高のウデマエによって決まる。カタログが変わるため、カタログレベルのリセットが行われる。
ウデマエリセット時のウデマエの変化
ウデマエC - A+→2段階降格、ウデマエS→A＋、ウデマエS+0 - S+9→S
なお、直前のシーズンでウデマエがS+10以上または、Xランキングで3000位以内だった場合はS+0になる。

### イカリング3
スマートフォン向けアプリ「Nintendo Switch App」を利用することで、本作専用サービス「イカリング3」を利用できる。ここではプレイ記録の確認、2時間ごとに切り替わるオンライン対戦のルールとステージの確認、特別なギアの注文、特定のQRコードの読み込みといったアプリ内イベントなどを行える。また、2022年9月27日のアップデートでiOSやAndroidのウィジェット機能に対応し、「バトルのきろく」や「ステージスケジュール」、「アルバム」をホーム画面上などで確認できるようになった。

#### タイカイサポート
Ver.5.2.0から追加。プライベートマッチ機能を利用した大会支援サービス。「イカリング3」とシステム間連携することで、プライベートマッチを利用した大会を開催・運営支援するもの。対戦表の作成と大会中の進行管理支援、大会で使用するプライベートマッチの部屋の自動生成、対戦結果の自動報告といった機能が使用できる。また、Ver.9.2.0からはサーモンランの大会にも対応した。

## カスタマイズ

### ネームプレート、二つ名、バッジ
各プレイヤーは、プレイヤー名の書かれた「ネームプレート」という名札を所持しており、これはバトルやバイトの時などで他プレイヤーに表示される。また、ネームプレート上部には2つの単語を組み合わせて「二つ名」と呼ばれる物を付与でき、これは2つの単語を自由に変更して自らの肩書きにできる。ネームプレートの図柄や二つ名に使える単語はカタログやくじ引きの景品、あるいはナワバリバトルを繰り返したり、サーモンランの交換報酬として獲得できる。さらに、ネームプレートには「バッジ」を最大3個までつけられる。バッジは、バトルやバイト、ナワバトラーなどで様々な条件を満たすことで手に入る。

## 対戦モード

### レギュラーマッチ
ナワバリバトルのルールで対戦する。3分間で、より多くの塗り面積を確保したチームが勝利となる。ステージは2種類ずつ、2時間置きに変化する。

### バンカラマッチ
ナワバリバトルとは異なる4つのルールでバトルする、より激しい対戦モード。勝敗によってウデマエが変化する。このモードに参加するには、レギュラーマッチでケイケン値を溜め、ランクを10まで上げる必要がある。「バンカラマッチ（チャレンジ）」と「バンカラマッチ（オープン）」の2つのスタイルがあり、自由に選べる。前作までは名称が「ガチマッチ」だったが、今作では「バンカラマッチ」に変更された。

#### バンカラマッチ（チャレンジ）
1人で参加し、巡り合った仲間とチームを組んで、5勝するか3敗するまでの間に何勝できるかに挑戦するスタイル。勝利を重ねるか、バトルで活躍して「表彰」を獲得するほど、一気にウデマエポイントを稼げる。参加するには「挑戦料」として、現在のウデマエに見合ったウデマエポイントを支払う必要がある。
挑戦を開始したら、同じウデマエの中で推定される実力（ガチパワー）が近いプレイヤー4人を集めたチームが作られ、対戦相手を探す。対戦相手となるチームは、同じウデマエの中で、現在の挑戦での勝利数が自分たちと近いチームが選ばれる。バトルを終えた後は、同じチームで続けるのか、一度挑戦を中断して後で続きをするのかが選べる。一回の挑戦は、5勝するか3敗すると終了となり、結果に応じてウデマエポイントを獲得できる。獲得できるウデマエポイントは、勝利数や獲得した表彰の数で決まる。ウデマエが高くなるほど、挑戦料が多く必要になってしまう代わりに、勝利によって得られるウデマエポイントが多くなる。

#### バンカラマッチ（オープン）
1試合ごとの勝敗結果でウデマエポイントが増減するシンプルなスタイル。「バンカラマッチ（チャレンジ）」と同様に1人での参加はもちろん、2 - 4人のフレンドとグループを組んで参加することもできる。グループのメンバーが4人に満たない場合、1人で参加しているプレイヤーに入ってもらってチームを作る。チームの仲間は、推定される実力（ガチパワー）が近いプレイヤーから選ばれる。グループを組んで参加している場合は、グループの中で一番低いガチパワーを参照する。対戦相手のチームは、4人のガチパワーの合計が近いチームが選ばれる。
また、Ver.4.0.0からはグループでプレイしている時に「バンカラパワー」が計測されるようになった。バンカラパワーの数値は勝敗に応じて変化し、ルールやステージが切り替わるとリセットされる。グループのメンバーが変わると別のグループであるとみなされ、バンカラパワーも別々に計測される。バンカラパワーが全体から見てどの程度の高さだったのかは、ルールやステージが切り替わってから一定時間経過した後、ロビー端末で確認できる。バンカラパワーの分布は、ペア部門・チーム部門に分けて発表される。

### Xマッチ
2022冬 Chill Seasonから追加。ウデマエがS+0以上になると参加できる、高みを目指す者たちの頂点を決める特別なモード。前作と同様、ルールごとに計測される「Xパワー」をかけてバトルを行い、Xランキングの上位を目指す事になる。「バンカラマッチ（チャレンジ）」と同じく、フレンドとグループを組んでの参加はできない。前作ではS+9から昇格することでウデマエXに到達できたが、今作ではS+0以上であれば参加できるよう変更された。また、Xマッチが開放されていたとしても、バンカラマッチには参加できる。
そのシーズンで初めて各ルールのXマッチに参加するとき、最初の5試合は「Xパワーの計測期間」となり、そのルールでの推定される実力が近いプレイヤー同士で対戦し、5試合の勝敗と対戦相手の実力を考慮して、最初のXパワーが決められる。それ以降は3勝か3敗するたび、試合の勝敗と対戦相手の実力によってXパワーが変化する。
また、Xマッチは「グループ・ヤコ」と「グループ・アロメ」に分かれて開催され、日本・香港・韓国・オーストラリア・ニュージーランドのプレイヤーは「グループ・ヤコ」に、アメリカ大陸・ヨーロッパのプレイヤーは「グループ・アロメ」に所属する。ランキングの発表やマッチメイクはグループごとに独立して行われる。

### イベントマッチ
2023夏 Sizzle Seasonから追加。期間限定でオンライン大会や特殊なルールでバトルが開催される新モード。勝敗に応じて変化する「イベントパワー」で、2時間という限定された期間での順位を競う。ソロのほか、フレンドとのペアやグループでも参加可能。1回のイベントは、6つの時間帯に分けて開催される。
1回のイベントで5勝すると「くじ引きコイン」が最大1枚手に入る。くじ引きコインを使うと、くじ引きを1回行える。1回のイベントで手に入るくじ引きコインは、複数の時間帯に参加したとしても最大1枚まで。

### プライベートマッチ
フレンドなどとグループを組んで好きなルールとステージでバトルが行えるモード。このモードではランクやウデマエは変化しない。パスワードを設定し、気の知れた仲間とだけのバトルも楽しめる。最大8人のプレイヤーに加えて、追加で最大2人のプレイヤーが観戦者として参加できる。また、今作からはフレンドとさんぽができるようになった。

### フェスマッチ
今作より陣営が3陣営（3色別）になった。今作のフェスには、フェスマッチ（オープン）、フェスマッチ（チャレンジ）、トリカラマッチの3つのモードが用意されている。開催前の「ヨビ祭」期間では、カタログレベルをあげることで「ホラガイ」が手に入り、その獲得率が得票数、フェス本戦の勝率に加えられて計算される。ホラガイは、ロビーにあるくじ引きを引くのに使える。ホラガイはフェスが終わると消える。今作は前半2分がすりみ連合の「張拳ゴーアヘッド」「衝天プチョフィンザ」「鉄槌ピシャゲルド」シオカラーズ feat.RANOMATの「春風とペトリコール」テンタクルズ vs 空帆＆楓火の「蛮殻 MC BATTLE ～The King of Tentacular～」からランダムで選ばれるようになった（後半残り1分は前作同様「イマ・ヌラネバー!（すりみ連合Ver.）」で固定）。
また、Ver.7.0.0からは「ハナビダマ」が使えるようになった。投げると花火を打ち上げて地面を塗ったり、相手にダメージを与えたりすることができる。
フェスマッチ（オープン）
一人で参加したり、フレンドとチームを作って参加できる。バトルを終えるとコウケン度がもらえる。ブキやギア、髪型などがチームのプレイヤ同士で重なると、おそろいボーナスによってコウケン度にボーナスが加算され、チームに名前がつく。
フェスマッチ（チャレンジ）
一人で参加する専用のモード。フェスマッチ（オープン）とは異なり、勝利するとコウケン度がもらえるが、敗北した場合はもらえない。また、勝敗によって「フェスパワー」が変動する。1つの陣営のうちフェスパワーが高い上位100名の、計300名のプレイヤー名がフェス終了後「イカリング3」で「フェス100傑」として掲載される。
フェスマッチ（オープン）、フェスマッチ（チャレンジ）では稀にコウケン度がより多くもらえる10倍マッチが発生する。10倍マッチで勝利すると「オマツリガイ」を入手でき、チームにオマツリガイをたくさん持っているプレイヤーがあつまると、100倍マッチが発生する。さらに、対戦する2つのチームが同時に100倍マッチの条件を満たした場合、333倍マッチが発生することがある。これらのそれぞれのマッチでは、10倍マッチだと10倍、100倍マッチだと100倍という風に、コウケン度の獲得量が大幅に増加する。また、第17回フェスからは同じ勢力とマッチメイクした場合、ホラガイ争奪戦・10倍ホラガイ争奪戦・33倍ホラガイ争奪戦が発生するようになり、10倍マッチ・100倍マッチ・333倍マッチ・ホラガイ争奪戦・10倍ホラガイ争奪戦・33倍ホラガイ争奪戦で勝利するとホラガイが貰えるようになった。333倍・100倍・10倍マッチはフェスの勝敗を左右するため、勝利情報などは、333倍・100倍マッチは全プレイヤーに、10倍マッチはフレンドのみに、ロビーですりみ連合から速報で伝えられる。
なお、100倍マッチ・333倍マッチ・10倍ホラガイ争奪戦・33倍ホラガイ争奪戦で勝利、またはフェス称号が「えいえん」以上になるとオミコシの上で記念写真を撮ることができる。
トリカラマッチ（トリカラバトル）
フェスの後半から開放される3陣営混成の3色ナワバリバトル。
ランダムに2vs4vs2のチームを作り、4人のチームが守備側としてマップ中央横から、2人ペアの2チームが攻撃側としてマップの両端からスタートし、攻撃側の2チームが守備側を挟みこむ構図となる。各3チームの色は別であるため、攻撃側同士でも互いにダメージ判定を有する。これにより、攻撃側は守備側を抑えつつ、攻撃側の2チームそれぞれでより高いボーナスポイントを得るために、塗り順位を競ったりスーパーシグナルの奪い合いによる混沌とした試合状況を作ることもできる。
守備側と攻撃側各チームで人数差がある代わりに、攻撃側はマップ中央に配されている「スーパーシグナル」を入手し、数秒間「トライ」することで、すりみ連合のメンバーから守備側の陣地に自動でインクを塗る「マトイ」が投下される。確保可能な数は最大2つまでとなっており、1チーム独占で2つ、もしくは両チームで1つずつ入手可能。逆に4人のチームは、スーパーシグナルを奪われないようにする必要がある。
ナワバリの割合が最も広い陣営が勝利となる。
バトル終了後は、守備側は塗りポイント、攻撃側の2チーム別に塗りの順位、成立したスーパーシグナルのトライ回数および確保ポイントが別途加算される。
Ver.2.0.0以前は「トリカラアタック」の名称であり、中間発表で1位のチームがオープン、2位以下が「トリカラアタック」を選択することで発生し、中間発表2位以下のチームはトリカラアタックを選択した場合でもフェスマッチ（オープン）となる可能性があった。また、中間1位のチーム4人が防衛側で中間発表で2位・3位のチームが攻撃側と、所属している勢力によって役割が最初から決まっていた。
第3回から上記の有利不利に対して公平を期す選択方式に変更。どの勢力でもトリカラマッチのマッチングが自動で選択されるようになり、フェス中間順位に関係なく攻撃側・守備（防衛）側の配置が毎回変化する。それに際し「トリカラマッチのこうけん度」が新たに追加され、これはフェス中間順位の1位が守備側に配置された時、2位および3位が攻撃側に配置された時より多く増えるようになっている。同じ陣営同士がマッチングすることがある。

#### 開催フェス一覧
特に断りのない限り、お題は全世界共通。
太字は勝利陣営。
現在までの開催回数は前夜祭含めて25回、通算成績はフウカ8勝、ウツホ5勝、マンタロー11勝、シオカラーズ1勝。
| 回     | 開催日時                    | お題                                    | フウカ陣営                     | ウツホ陣営                       | マンタロー陣営              | トリカラバトルのステージ              | 備考 |
| ------ | --------------------------- | --------------------------------------- | ------------------------------ | -------------------------------- | --------------------------- | ------------------------------------- | --- |
| 前夜祭 | 2022年8月28日9時 - 21時     | いちばん強いのはどれ？                  | グー 25ポイント                | パー 0ポイント                   | チョキ 10ポイント           | チョウザメ造船                        | 体験版での開催のため「ヨビ祭」とスーパーサザエの配布は無かった。 |
| 第1回  | 2022年9月24日9時 - 26日9時  | 無人島に持っていくなら？                | 道具 25ポイント                | 食料 0ポイント                   | ヒマつぶし 20ポイント       | マサバ海峡大橋                        | |
| 第2回  | 2022年11月12日9時 - 14日9時 | パートナーに選ぶならどのタイプ？        | くさ 0ポイント                 | ほのお 0ポイント                 | みず 45ポイント             | チョウザメ造船                        | 『ポケットモンスター』とのコラボで実施。 |
| 第3回  | 2023年1月7日9時 - 9日9時    | 好みの味は？                            | 辛い 15ポイント                | 甘い 30ポイント                  | すっぱい 12ポイント         | マテガイ放水路                        | このフェスから「トリカラバトル」に関する大幅な仕様変更がされ、 「トリカラマッチのこうけん度」が最終結果にカウントされるようになった。 |
| 第4回  | 2023年2月11日9時 - 13日9時  | チョコレートはやっぱりコレ！            | ビター 0ポイント               | ミルク 0ポイント                 | ホワイト 57ポイント         | ナメロウ金属                          | |
| 第5回  | 2023年4月1日9時 - 3日9時    | 実在するのは？                          | ネッシー 30ポイント            | 宇宙人 15ポイント                | 雪男 12ポイント             | ザトウマーケット                      | このフェスでは2度目の最終結果に関するポイントの調整がされた。 |
| 第6回  | 2023年5月6日9時 - 8日9時    | 汝、何を求める？                        | 力 57ポイント                  | 知恵 0ポイント                   | 勇気 0ポイント              | ユノハナ大渓谷                        | 『ゼルダの伝説』とのコラボで実施。 トリカラバトルのステージ「ユノハナ大渓谷」では、普段のステージではなく、特殊なステージが使用された。 |
| 第7回  | 2023年7月15日9時 - 17日9時  | アイスといえば？                        | バニラ 45ポイント              | ストロベリー 0ポイント           | チョコミント 12ポイント     | タラポートショッピングパーク          | サーティワンアイスクリームとのコラボで実施。 |
| 第8回  | 2023年8月12日9時 - 14日9時  | 人生で大事なのは？                      | 富 33ポイント                  | 名声 12ポイント                  | 愛 12ポイント               | ゴンズイ地区                          | |
| 第9回  | 2023年9月9日9時 - 11日9時   | リーダーにふさわしいのは？              | フウカ 38ポイント              | ウツホ 7ポイント                 | マンタロー 12ポイント       | （備考参照）                          | 1周年記念として開催。このフェスの期間は10倍マッチの発生率が2倍になり、 トリカラバトルのステージはこれまでに登場した8ステージからランダムで選ばれた。 |
| 第10回 | 2023年10月28日9時 - 30日9時 | 友達にするなら？                        | ゾンビ 0ポイント               | ガイコツ 24ポイント              | ゴースト 33ポイント         | クサヤ温泉                            | 副題は「Splatoween」。バンカラ街とハイカラシティの広場にフェスの期間は特別な装飾が追加された。 |
| 第11回 | 2023年11月18日9時 - 20日9時 | コレなんて呼ぶ？                        | 回転焼き 0ポイント             | 大判焼き 33ポイント              | 今川焼き 24ポイント         | マンタマリア号                        | 今作では初の日本と海外でお題が異なるフェス。 |
| 第12回 | 2024年1月13日9時 - 15日9時  | 休みの日は？                            | 仲間とわいわい 0ポイント       | 家族でほっこり 0ポイント         | ひとりでのんびり 57ポイント | タカアシ経済特区                      | 副題は「FrostyFest」。バンカラ街とハイカラシティの広場にフェスの期間は特別な装飾が追加された。 |
| 第13回 | 2024年2月17日9時 - 19日9時  | どれが好き？                            | あんこ 12ポイント              | カスタード 0ポイント             | ホイップ 45ポイント         | ネギトロ炭鉱                          | 日本と海外でお題が異なるフェス。セブンイレブンとのコラボで実施。 |
| 第14回 | 2024年3月23日9時 - 25日9時  | ポテトチップスといえば？                | うすしお 535ポイント           | コンソメ 35ポイント              | のりしお 300ポイント        | ヒラメが丘団地                        | 日本と海外でお題が異なるフェス。カルビーとのコラボで実施。 このフェスから「ハナビダマ」が使えるようになった。また、3度目の最終結果に関するポイントの調整がされた。 |
| 第15回 | 2024年4月20日9時 - 22日9時  | 春だ！ ふわもこ！                       | ひよこ 210ポイント             | こうさぎ 175ポイント             | こぐま 485ポイント          | マヒマヒリゾート＆スパ                | 副題は「Spring Fest」。バンカラ街、ハイカラシティ、ハイカラスクエアの広場にフェスの期間は特別な装飾が追加された。 |
| 第16回 | 2024年5月18日9時 - 20日9時  | 明日世界が終わるとしたら？              | いつもどおり過ごす 395ポイント | やりたいこと全部やる 415ポイント | 助かる方法を探す 60ポイント | バイガイ亭                            | |
| 第17回 | 2024年7月13日9時 - 15日9時  | 1日貸し切るなら？                       | 宮殿 150ポイント               | 遊園地 310ポイント               | ビーチ 410ポイント          | ヤガラ市場                            | 副題は「Summer Nights」。バンカラ街、ハイカラシティ、ハイカラスクエアの広場にフェスの期間は特別な装飾が追加された。 このフェスから同じ勢力とマッチメイクした場合、ホラガイ争奪戦・10倍ホラガイ争奪戦・33倍ホラガイ争奪戦が発生するようになり、 10倍マッチ・100倍マッチ・333倍マッチ・ホラガイ争奪戦・10倍ホラガイ争奪戦・33倍ホラガイ争奪戦で勝利するとホラガイが貰えるようになった。                                                        |
| 第18回 | 2024年8月10日9時 - 12日9時  | おなかいっぱい食べるなら？              | パン 150ポイント               | ごはん 460ポイント               | パスタ 260ポイント          | ゴンズイ地区                          | |
| 回     | 開催日時                    | お題                                    | シオカラーズ陣営               | テンタクルズ陣営                 | すりみ連合陣営              | トリカラバトルのステージ              | 備考 |
| 第19回 | 2024年9月13日9時 - 16日9時  | 大切なのは？                            | 過去 500ポイント               | 現在 370ポイント                 | 未来 0ポイント              | （備考参照） グランドバンカラアリーナ | 最大のフェス「グランドフェスティバル」。荒野に専用会場が設置され、開催中は専用会場がホームタウンとなり他の町への移動が基本できなくなる。 過去陣営にシオカラーズ、現在陣営にテンタクルズ、未来陣営にすりみ連合がサポーターとして就く。このフェスの期間は10倍マッチの発生率が2倍になり、 トリカラバトルのステージは最初の48時間はこれまでに登場した16ステージが2時間ごとに切り替わり、最後の24時間は「グランドバンカラアリーナ」が使用された。 |
| 回     | 開催日時                    | お題                                    | フウカ陣営                     | ウツホ陣営                       | マンタロー陣営              | トリカラバトルのステージ              | 備考 |
| 第20回 | 2024年10月26日9時 - 28日9時 | ファンタジーの世界に飛びこむなら？      | 魔法使い 250ポイント           | ナイト 120ポイント               | 忍者 500ポイント            | ユノハナ大渓谷 ナメロウ金属           | 副題は「Splatoween」。バンカラ街、ハイカラシティ、ハイカラスクエアの広場にフェスの期間は特別な装飾が追加された。 このフェスからトリカラバトルのステージが2つになった。 |
| 第21回 | 2025年1月11日9時 - 13日9時  | もらってうれしいのは？                  | おカネ 175ポイント             | おもいで 210ポイント             | おくりもの 485ポイント      | ゴンズイ地区 チョウザメ造船           | 副題は「FrostyFest」。バンカラ街、ハイカラシティ、ハイカラスクエアの広場にフェスの期間は特別な装飾が追加された。 |
| 第22回 | 2025年2月8日9時 - 10日9時   | リバイバル チョコレートはやっぱりコレ！ | ビター 315ポイント             | ミルク 35ポイント                | ホワイト 520ポイント        | ナメロウ金属                          | 第4回のリバイバル開催。 |
| 第23回 | 2025年4月12日9時 - 14日9時  | はかどるのは？                          | あさ 255ポイント               | ひる 95ポイント                  | よる 520ポイント            | バイガイ亭 ネギトロ炭鉱               | 副題は「Spring Fest」。バンカラ街、ハイカラシティ、ハイカラスクエアの広場にフェスの期間は特別な装飾が追加された。 |
| 第24回 | 2025年7月12日9時 - 14日9時  | 旅するなら？                            | 陸 260ポイント                 | 海 490ポイント                   | 空 120ポイント              | マサバ海峡大橋 マンタマリア号         | 副題は「Summer Nights」。バンカラ街、ハイカラシティ、ハイカラスクエアの広場にフェスの期間は特別な装飾が追加された。 |

## サーモンラン
ランク4になるとプレイできるPvE形式のゲームモード。前作のサーモンランに引き続き2 - 4人で協力して参加し、制限時間内に指定されたノルマの達成をみんなで目指す「バイト」を行う。バイト現場であるシャケのナワバリを舞台に、海から次々に上陸してくる凶暴なシャケの大群を狩りつつ、その中から出現する強力なシャケ「オオモノシャケ」を倒して手に入る「金イクラ」を制限時間内に指定された数だけ納品することが目的となる。時間内に金イクラの規定数納品を数回達成する、もしくはプレイヤー全員が倒されて全滅、あるいは納品規定数に達せず時間切れになるとゲームオーバーとなる。
前作ではシフトが設定されており、決められた時間にしかオンラインでプレイできなかったが、今作では24時間営業となっており、好きな時間にプレイできる。評価制度に関しても前作の「たつじん」を上回るバイト評価の称号「でんせつ」が追加され、バイト評価が上がれば上がるほど、報酬と交換できるクマサンポイントを多く獲得できる。ただしその分、危険な現場に派遣されることになり、「でんせつ」のバイトではキケン度が最大で333%にもなる。
バイトでは、インクタンクを兼ねた「ウキワタンク」が支給されて各プレイヤーの背中に装備される。プレイヤーがシャケに倒されるとウキワタンクで救助を待つ状態となるが、他のプレイヤーがウキワタンクにインクを与えると復活できる。そして本作から、一定量のインクを消費することで金イクラを遠くに飛ばすことができる「イクラ投げ」という機能が追加された。この機能を使うと金イクラを飛ばして仲間にパスしたり、遠方からイクラコンテナに直接納品することができる。

### EXTRA WAVE
WAVE3をクリア後、超巨大なシャケ「オカシラシャケ」の出現する「EXTRA WAVE」が発生することがある。このWAVEではバイトの目的がオカシラシャケの撃退に変更される。EXTRA WAVEの発生しやすさはバイトに参加しているプレイヤーの「オカシラゲージ」の高さによって変わり、ゲージの合計値が高いほど発生しやすくなる。オカシラゲージはバイトをするごとに1段階ずつ上がっていき、5段階で最大となる。オカシラゲージはEXTRA WAVE終了後にリセットされる。
このWAVEのみ特別にイクラキャノンが支給され、そのWAVE中に倒したオオモノシャケから手に入れた金イクラを撃ち込むことでオカシラシャケに大ダメージを与えられる。時間切れになるかゼンメツすると終了するが、バイト自体は成功扱いになる。また、オカシラシャケにダメージを与えることによりシャケのウロコが手に入る。シャケのウロコには金、銀、銅の三種類があり、このウロコは限定のネームプレートやオキモノなどと交換できる。

### ビッグラン
期間限定の新モード。数ヶ月に一度、シャケの大群が押し寄せる現象「ビッグラン」が発生し、レギュラーマッチやバンカラマッチなどで使用しているステージを舞台に、普段のバイトと同じくステージ上のシャケを倒して金イクラを納品していくことが目的になる。限定の報酬も用意されているほか、通常時のサーモンランと同じく2 - 4人で参加できる。
ビッグラン期間中は、バイトをすると手に入るカタログポイントが通常の1.2倍になるほか、クマサンポイントで手に入る報酬のカプセルの量が通常より多くなり、おカネやフード・ドリンクチケット、サーモンラン限定ギアやギアパワーのかけらが普段よりも手に入りやすくなる。第3回以降はビッグラン開催中のウロコの枚数も2倍となる。さらに期間中、バイトに一度でも参加すると、オカシラシャケのオキモノがもらえる。オキモノはロッカールームに飾れるほか、1回のバイトで集めた金イクラの最高スコアに応じてオキモノがアップグレードされ、さらに限定のバッジが手に入る。
| 回     | 開催日時                    | ステージ                     | 備考 |
| ------ | --------------------------- | ---------------------------- | --- |
| 第1回  | 2022年12月10日9時 - 12日9時 | スメーシーワールド           | |
| 第2回  | 2023年3月4日9時 - 6日9時    | 海女美術大学                 | |
| 第3回  | 2023年6月10日9時 - 12日9時  | マテガイ放水路               | 第3回からビッグラン開催中のウロコの枚数が2倍になるように変更された。 |
| 第4回  | 2023年9月2日9時 - 4日9時    | ナンプラー遺跡               | |
| 第5回  | 2023年12月2日9時 - 4日9時   | タラポートショッピングパーク | 第5回からオキモノを入手するために必要な最高スコアが開催回ごとに固定となった。 |
| 第6回  | 2024年3月9日9時 - 11日9時   | ゴンズイ地区                 | |
| 第7回  | 2024年6月8日9時 - 10日9時   | （備考参照）                 | ビッグビッグランとして開催。 ステージはこれまでの6ステージからランダムで選ばれた。 |
| 第8回  | 2024年9月7日9時 - 9日9時    | グランドバンカラアリーナ     | ユーザーが納品した金イクラの総数が7億個を超えた場合、参加者全員にウロコが配布される予定。 最終金イクラ納品総数は15億3561万1351個となり、参加者に「金のウロコ15枚、銀のウロコ45枚、銅のウロコ450枚」が配布された。 |
| 第9回  | 2024年12月14日9時 - 16日9時 | スメーシーワールド           | |
| 第10回 | 2025年3月8日9時 - 10日9時   | 海女美術大学                 | |
| 第11回 | 2025年6月14日9時 - 16日9時  | マテガイ放水路               | |

### バイトチームコンテスト
2023春 Fresh Seasonから実装の新モード。クマサン商会の社内イベントという体で開催されるコンテストで、全5WAVEの固定されたバイトシナリオに挑戦し、金イクラの納品数のスコアを競う。バイトシナリオは固定されており、何度挑戦しても発生する状況が同じとなる。また、最初のWAVEのキケン度は固定されているが、各WAVEでノルマを大きく上回る数の金イクラを納品することで、次のWAVEのキケン度が上がっていく。
コンテストに参加すると記念のステッカーが入手できるほか、上位に入賞した場合は結果に応じてステッカーの見た目がアップグレードされていく。公式Twitterでは、1回のバイトでの金イクラ納品数上位のチーム1 - 3位が表彰され、全チームの中で中間の順位のチームが「ぴったりまんなか賞」として表彰される。第1回ではフレンドやチャンネルでチームを組んでいるプレイヤー専用のモードとして開催されたが、第2回からソロで参加できるようになった。また、コンテスト期間中も通常のバイトは行える。
| 回     | 開催日時                   | ステージ               | 備考                                                              |
| ------ | -------------------------- | ---------------------- | ----------------------------------------------------------------- |
| 第1回  | 2023年4月15日9時 - 17日9時 | アラマキ砦             |                                                                   |
| 第2回  | 2023年7月1日9時 - 3日9時   | ムニ・エール海洋発電所 | 第2回からバイトチームコンテストに1人でも参加できるようになった。  |
| 第3回  | 2023年11月4日9時 - 6日9時  | シェケナダム           | 上位3チームが「Nintendo Live 2024 TOKYO」に招待される予定だった。 |
| 第4回  | 2024年2月3日9時 - 5日9時   | 難破船ドン・ブラコ     |                                                                   |
| 第5回  | 2024年5月11日9時 - 13日9時 | すじこジャンクション跡 |                                                                   |
| 第6回  | 2024年7月20日9時 - 22日9時 | トキシラズいぶし工房   |                                                                   |
| 第7回  | 2024年11月9日9時 - 11日9時 | どんぴこ闘技場         |                                                                   |
| 第8回  | 2025年2月15日9時 - 17日9時 | アラマキ砦             |                                                                   |
| 第9回  | 2025年5月10日9時 - 12日9時 | すじこジャンクション跡 |                                                                   |
| 第10回 | 2025年8月9日9時 - 11日9時  | トキシラズいぶし工房   | 上位2チームが「Nintendo Live 2025 TOKYO」に招待される予定。       |

## ヒーローモード
1人用のオフラインモード。1匹のふしぎなコジャケとともに暮らしているバンカラ街の若者が、今回のヒーローモードの主人公となる。主人公はひょんなことから、人知れず悪いタコ軍団に立ち向かうNew!カラストンビ部隊の新隊員「3号」に任命され、「オルタナ」と呼ばれる地下空間を舞台に、悪いタコの軍勢とさまざまなギミックが待ち受けるステージを相棒のコジャケと共に攻略することになる。サブタイトル及びテーマは「Return of the Mammalians（哺乳類の帰還）」。このモードにて、イカ世界に隠された真実が明らかになっていく。
各ステージの名称は、マンションの広告でよく用いられる詩的なキャッチコピー、いわゆる「マンションポエム」風になっている。これは後述の「オルタナ」が新しい理想郷を目指して作られたため。ステージ背景の豊かさも理想郷をテーマにしたのが要因になっている。

### 舞台
クレーター
バンカラ街の片隅にあるマンホールと繋がる荒涼とした寂しい土地。マンホールに入った主人公は、ここで相棒のコジャケと共にアタリメと出会う。バンカラ街から失踪したオオデンチナマズを悪いタコ軍団から取り返して欲しいと頼まれた主人公は、New!カラストンビ部隊の新隊員「3号」に任命される形でヒーローモードが始まる。クレーター内を攻略していくと、タコ軍団の首領のDJタコワサ将軍が現れて戦闘になる。戦闘後にクレーターの底が崩落し、3号達はその下の空間「オルタナ」に落下する。
絶滅した種族「ヒト」が遺したと言われる巨大なクレーターで、バンカラ街の近くにある。古代文明の有益な物資が出土することから、一攫千金を狙ってオタカラを探す者達のナワバリと化しており、3号もここでジャンク品を探して日銭を稼いでいた。3号がアタリメにスカウトされた時点では、下のオルタナから染み出したケバインクにより、ところどころ侵食されている。
オルタナ
クレーターの下に広がる巨大な空間。海から流れ込んだ海水が溜まっており、高度な文明の残骸が残された「サイト」と呼ばれる6つの浮島と、その中央にロケット発射台が鎮座している。クレーターから落下した3号は、アタリメを追って来たNew!カラストンビ部隊とここで合流。落下の際にはぐれたアタリメを探して欲しいと頼まれ、オルタナ内を探索することになる。オルタナ内には様々なギミックと悪いタコの軍勢が待ち受けるステージが多数あり、3号は相棒のコジャケと共にこれを攻略していく。
1万2000年前、災害や戦争で滅亡寸前にあった人類が最後に築いたシェルターで、爆発的な噴火で生まれた大空洞を転用して造られた。「オルタナ」の名は、これまでの行いを悔いた人類がもうひとつの地球を築くという願いを込めて名付けた。かつての地球を再現するように世界各地を模したモニュメントが散らばっており、空洞の壁面に塗布された液晶が空を模して発光し、地底でありながら空が広がっているように見える。3号がオルタナに来た時点で人類は残っておらず、誰も存在していなかった。クレーターと同じく、あちこちをケバインクに侵食されている。

### 要素
ケバインク
クレーターとオルタナに存在する謎の物質。部分的に茶色い毛で覆われており、生命体のように脈動するが、生き物ではない。哺乳類の再興を求める思念体であり、周囲の生物を取り込んで哺乳類に変化させる。プレイヤーがケバインクに触れると、たちまち全身に毛が生えて自我を失い、身動きが取れなくなる（ゲーム画面ではそのエリアのスタート地点からやり直しになる）。
このケバインクの影響により、本作のヒーローモードでも敵として立ちはだかる悪いタコ軍団「オクタリアン」は哺乳類になりかけており、今までと異なり全身が茶色い毛で覆われている。
コジャケ
主人公の相棒。サーモンランで敵として出現するコジャケとは別の不思議な1匹で、ヒーローモードでは相棒として付いてくる。インクを消費して投げ飛ばすことが可能で、その際にイクラを消費することでケバインクを除去できる。また投げ飛ばしたコジャケは、敵に攻撃したり、敵の囮になったり、仕掛けを作動させたりできる。他にもフィールドに隠されているアイテムを発見し知らせてくれる。
キャラクターとしての詳細は「#ヒーローモード（登場人物）」のコジャケを参照。
スーパーチャクチ
前作で登場したスペシャルウェポン。地面を塗るとゲージが溜まっていく。発動すると空中に飛び上がり、少し静止してから地面に落下し、大きな塗りとダメージを与える。静止中でも攻撃されるとダメージは受ける。
ミステリーファイル
作中世界の謎に迫る資料。ヒーローモードを進めることで入手できる。色々な場所に隠されており、コジャケと協力して探すものもある。
オルタナログ
オルタナの過去の出来事が記された資料。かつて存在していた種族「ヒト」の時代と行く末が書かれており、3号がオルタナに来た時点で人類が残っていなかった理由や、イカやタコなどの海洋生物が地球を支配するに至った経緯などが記されている。オルタナの攻略を進めると解析が進み、読めるようになる。

## 陣取大戦ナワバトラー
1対1で行うカードゲーム。塗れる形が異なる様々なカードを使いマス目を塗り、塗った面積が多い方の勝ちとなる。全12ターンで、1ターンごとに両者が同時に1枚カードを出す。相手の陣地を塗り返すにはスペシャルアタックを使用する必要がある。カードはロビー内のくじ引きやオルタナで入手できる。オフラインでもプレイ可能。ナワバトラーをプレイすると「ナワバトランク」が上がっていき、ランクが上がると新しいカードパックがもらえたり、対戦できる街の住人が増えたり、バトルで使えるネームプレートやエモートなどが手に入る。
Ver.3.0.0からは、インターネットやローカル通信を通じてナワバトラーの部屋を作り、フレンドやチャンネルのメンバーとリアルタイムで対戦する機能が追加された。

## バンカラ街
本作のホームタウン（ゲームの中心地）となる街。イカやタコなどの進化した海洋生物が古くから暮らす、バンカラ地方の中心地となる地方都市。前作の舞台「ハイカラスクエア」から遠く離れている。高層ビルが無秩序に立ち並ぶ混沌とした人口密集地で、さまざまな時代の建造物と多様な海洋生物がひしめき合うことから「混沌の街」とも称される。前作で2019年7月に開催された「ファイナルフェス『SPRATOCARIPS』（混沌 vs 秩序）」以降、急速な発展を遂げた。
バンカラ地方では焼けつくような日差しと厳しい自然環境の影響で、「あらゆるものは変化し、不変のものはない」という諸行無常の感覚から「バンカラ文化」と呼ばれる独自の文化が形成されている。またバンカラ地方では市街地が限られるため、バトルの舞台となるステージが大自然の中にまで広げられている。
過去作の舞台だったハイカラ地方は、バトルステージの一つであるマサバ海峡大橋でバンカラ地方と繋がっている。橋が2年前に開通して以降、バンカラ街では古くからある街に新しい建物が次々と増築され、新旧入り混じる混沌とした雰囲気が醸し出されるようになった。街の近くには、1万2000年前に絶滅した種族「ヒト」が遺したと言われる巨大なクレーターがある。

### 施設
ロビー
バンカラ街にそびえ立つ近未来的なビルの中に置かれた施設。プレイヤーはここからナワバリバトルなどのバトルに参加する。本作ではオンライン対戦に参加する以外にもさまざまな施設や機能が追加され、過去作と異なりロビー内を歩けるようになった。また、ロビーではオンライン状態のフレンドが立体映像の「ブンシン」として現れる。ブンシンに話しかけると、フレンドがランクアップしたことを知ることができたり、参加中のバトルに合流できる。
バトルポット
ロビー内の一角に置かれている巨大な装置。プレイヤーが中に入るとロビー専用の「ロビーメニュー」が開き、ここからナワバリバトル、バンカラマッチ、プライベートマッチ、フェスマッチなど参加するバトルのモードを選んで参加できる。「ロビーメニュー」自体はロビー内でコントローラーのLボタンを押すことでも開ける。
試射場
ロビーなどに併設されている、ブキの試し打ちができるスペース。バトルのマッチング中にも試し打ちができる。フレンドとバトルのマッチングを待っている間はフレンドの「ブンシン」が出現し、フレンドが試射場のどこにいるのかがリアルタイムでわかる。
ロッカールーム
ロビー内の一角にあるロッカールーム。自分のロッカーや最近遊んだ人達などのロッカーが並んでいる。自分のロッカーは、ブキやギアなどを飾って好きなようにカスタマイズできる。自身のロッカーとその中身は他のプレイヤーにも公開され、他のプレイヤーのロッカーも閲覧できる。ロッカーには自身の持っているブキやギア、ザッカ屋「竜宮城」で販売されているザッカやステッカーなどを飾れる。ロッカーのサイズはランクを上げることで自動的に大きくなる。また、一定のランクになるとザッカ屋「竜宮城」で色違いのロッカーを購入できる。
サンカクス
ロビー内の売店。フードチケットまたはドリンクチケットを使って食事を取ることができる。チケットはくじ引き、サーモンランの報酬、カタログ、ブキチドローンなどで入手できる。食事をするとバトル後にもらえるおカネやケイケン値が増えるなどの効果を一時的に得られる。
くじ引き
ロビー内に置かれているカプセルトイ自動販売機のような形状の装置。おカネを使ってくじを引ける。売店で使えるチケットやギアパワーのかけら、ネームプレートなど、いろいろな景品が手に入る。その日のうち1回目は通常よりも少ないおカネでくじを引けるほか、フェス期間中はヨビ祭の時点から陣営への投票後、カタログレベルを上げると入手できる「ホラガイ」を使うことでもくじを引ける。イベントマッチで手に入る「くじ引きコイン」でも引くことが可能。
ロビー端末
バトルポットの脇に置かれている装置。戦績の確認、特典の受け取り、プロフィール情報の変更などを行える。また「メモリープレーヤー」（リプレイ機能）で最近の試合の様子を記録した「バトルメモリー」を再生することが可能で、早送り、スキップ、他プレイヤーの視点などある程度の操作をしながら試合を見返したり、「バトルメモリー」をインターネット上にアップロードできる。
ジュークボックス
ロビー内に置かれているジュークボックス。おカネを100G投入することでロビーの音楽を変更できる。選択できる音楽はゲームの進行状況に応じて増える。プライベートマッチ中は、同じ部屋の中にいるほかのプレイヤーの音楽も変更される。
イカッチャ
バンカラ街の若者たちが集まる総合遊戯施設。近くの人とローカル通信でプライベートマッチとサーモンランをプレイできる。「2023春 Fresh Season」からは、陣取大戦ナワバトラーもプレイ可能になった。
クマサン商会
バンカラ街の奥にある少し怪しげなお店。4人で協力してイクラを集めるバイト「サーモンラン」をプレイできる。内部にはバイト参加者たちの控室があり、内部を自由に歩き回れる。ロビーと同じく試射場が併設されているため、バイトの待ち時間にその日のブキの動作を確認したり、「イクラ投げ」の練習ができる。ロビーと同じ「ブンシン」の投影装置も動作しており、フレンドからの通知を受け取ったり、バイトの合間にほかのメンバーの様子を見られる。
ナワバトラー道場
バンカラ街の路地裏にある、カードゲームの会場。陣取大戦ナワバトラーをプレイできる。ここに来るとナワバトラーの「スターターデッキ」を受け取ることができ、受け取った後はバンカラ街の住人たちといつでもナワバトラーの対戦を楽しめるようになる。周囲には、各々のデッキを持った他プレイヤーたちも集まっており、話しかければ彼らとも対戦できる。
マンホール（クレーター/オルタナ）
ロビー前の階段を下りた先の広場にあるバンカラ街のマンホールで、「ヒーローモード」の舞台へと繋がる連絡路。マップタブ上では「クレーター」表記だが、ヒーローモードを進めていくと「オルタナ」に名前が変わる。
ポスト
イラストを投稿できるポスト。描いたイラストをインターネット上に投稿できる。投稿したイラストは、他のプレイヤーにゲーム内の様々な場所で表示されるようになる。本作からは縦書きのイラストにも対応した。
さんぽ発着場案内所
バンカラ街の広場にある案内所。ガイドさん（英: Recon Guide）が立っており、話しかけると全てのステージを最大60分間、一人でプレイできる。また、Ver.5.0.0からはステージ情報の画面からもさんぽできるようになった。
amiibo
バンカラ街の広場に置かれている箱。ソフト対応のamiiboを読み込むと、amiiboのキャラクターがゲーム内に登場し、専用のギアを手に入れたり一緒に写真を撮ることができる。また、シオカラーズ、テンタクルズ、すりみ連合のamiiboを使用するとグランドフェスティバルの会場を思い出し、ライブを再現できる。
駅
バンカラ街の広場にある駅。追加コンテンツ「エキスパンション・パス」を購入している場合、ハイカラシティやハイカラスクエア（秩序の街）へ移動できる。

### ショップ
カンブリアームズ
バトルで使う「ブキ」を取り扱うブキ屋。店主は過去作から引き続きカブトガニの「ブキチ（英: Sheldon）」。過去作と異なり、ブキの購入にはおカネの代わりに「ブキチライセンス」が必要になる。ブキチライセンスはランクを上げたり、同じブキを使い込み「じゅくれん度」を上げることで入手でき、ブキチライセンス1枚で自分のランクに見合ったブキと交換できる。自分のランクに見合わない場合でも、ブキチライセンス3枚を支払えば交換可能。前作のセーブデータがある場合に入手できる特典「ゴールドブキチライセンス」の場合はランクと関係なく1枚で好きなブキと交換できる。
golden ratio（ゴールデンレシオ）
帽子やメガネなどの頭に身につけるギアを取り扱うアタマ屋。店員はオウムガイの「オームラ（英: Gnarly Eddy）」、店長はタニシの「タニシ店長（英: Nails）」。
ワンス・ア・ボン
さまざまな服を取り扱うフク屋。店主はクラゲの「ハナガサ（英: Jel La Fleur ）」。
ココナッツクラブ
さまざまな靴を取り扱うクツ屋。店主はヤシガニの「ヤシガニさん（英: Mr. Coco.）」。
竜宮城
ロッカーに飾れるオキモノ、ステッカーなどのザッカや色違いのロッカーを購入できるザッカ屋。店主が不在になることが多いため、同店の常連客であり、スプラトゥーンシリーズのBGMを演奏するチップチューンバンド「ABXY」のボーカル担当メンバー「パル子（英: Harmony）」が店長代理を務める。本作発売から2年間、3か月ごとに切り替わるシーズンごとに竜宮城で「カタログ」が無料配布される。カタログは、バトルやサーモンランのバイトをすることで「カタログポイント」が上がり、そのシーズンに配布されたカタログ限定の特別なギアやネームプレート、勝利時のエモートなど、さまざまなアイテムを手に入れられる、いわゆるバトルパスにあたる。
なおハイカラシティやハイカラスクエアにはザッカ屋がなく、初代でミニゲームを遊べたゲーム筐体を改造した端末を通じ、バンカラ街の「竜宮城」と通信販売する形式になっている。

## エキスパンション・パス
有料追加コンテンツ。2回に分けて配信された。購入特典としておカネやフードチケット、ドリンクチケットが受け取れる。

### ハイカラシティ
エキスパンション・パスの第1弾。ホームタウン（ゲームの中心地）を初代の「ハイカラシティ」に設定できる。初代のハイカラシティと異なり、クツ屋やブキ屋の店主が変わっているほか、クマサン商会やナワバトラー道場、イカッチャなどが追加されたことで機能はバンカラ街と同一になっている。バンカラ街とハイカラシティのショップの品ぞろえは共通である。2023年2月28日配信。

### サイド・オーダー
エキスパンション・パスの第2弾。何度もくり返し挑戦できるローグライク（ローグライト）形式の一人専用モードとなっており、ハイカラスクエアを舞台に新たなストーリーが展開される。主人公の「8号」は、住人が消えて色が失われた、ハイカラスクエアに酷似した「秩序の街」と、その中央に聳え立つ「秩序の塔」の目の前で目覚める。8号はドローンになってしまった「ヒメ」とともに事の真相を探るべく、襲いくる不気味な敵を撃退し、自身の能力を「カラーチップ」で強化しながら、塔のさまざまなフロアを攻略して最上階を目指すことになる。2024年2月22日配信。
秩序の街
サイド・オーダーの舞台となる世界。ハイカラスクエアに酷似しているが、住人は消えており、色も失われている。白い珊瑚のようなものに覆われており、生き物の気配も感じられない。この世界自体が、現実と異なる独自のルールで構築されているとされる。
秩序の塔
秩序の街の中心にそびえ立つ不思議な塔で、秩序の街と同様に独自のルールで構築されているらしい。階層制となっており、塔に入るたびに各階層のフロアの構成が変化する。エレベーターを使い、1階ずつ上ることができる。8号はこの世界の真相を探るべく、この塔の最上階を目指すことになる。
挑戦の際は、各階ごとに最大3つ用意された内容の異なるフロアから選択する。クリアすることでカラーチップやネリコインなどの攻略報酬を得られる。フロアによってはカラーチップが一時的に大量にセットされたり、行動を縛ることで追加報酬を得られる「ボーナス」や、プレイヤーが不利な状況になる「トラブル」が起きる場合がある。
特定の階にはボスがランダムで待ち構えている。
フロア内でミスした場合は「ライフ」を一つ消耗し、全て失うと秩序の街に戻される。クリアまたはクリア失敗時は、ゲームスコアが表示される。
パレット
秩序の塔の攻略中にカラーチップ（後述）をセットすることができる道具。名称が異なる複数の種類が存在し、塔の攻略前に切り替えることができる。
各パレットごとに異なったメインウェポン、サブウェポン、スペシャルウェポンが設定されている。サブウェポンとスペシャルウェポンは秩序の塔の攻略途中で、条件付きで変更することも可能。
カラーチップ
サイド・オーダーで登場するアイテムで、ギアパワーの様な性能強化要素。
パレットにカラーチップをセットすることで、8号やブキの能力を強化したり、ヒメ（ヒメドローン）からの支援攻撃手段を追加することができる。カラーチップは種類に応じた6色が存在し、各色ごとに攻撃力、移動の速さ、攻撃範囲、運（敵撃破によるアイテムドロップや「ラッキーボム」の出現など）を上げられるものなど、さまざまな特徴のものが存在する。
パレットは多くのカラーチップがセットできる枠が設定されており、カラーチップがセットされていくほど効果が相乗されプレイヤーの性能が段階的に強化されていく。同じ内容のカラーチップでも重ねてセットすることで強化率が跳ね上がる。
入手方法は、選択可能な各フロアそれぞれに紐づいたカラーチップが1枚以上設定されており、フロアに挑戦する直前にパレットにセットされる。階層の途中での自販機で購入することもできる。また、攻略するフロアによっては、ボーナスの一種としてパレットの残りの枠全てに対して、一時的にカラーチップがランダムでセットされる場合がある（フロア攻略後、ボーナス分は除去される）。
ミスにより秩序の塔から追い出された場合は「シンジュ」に変換されて全て喪失する。一度獲得したカラーチップ自体は「コレクション」に掲載され、内容を確認することができる。
ヒメドローン
当モードでは、常にヒメドローンが8号に随伴する。空中で捕まって落下速度を下げたり、ディスクパーツを3つ拾うことで発動する「サウンドバースト」で敵を束縛させるなど、支援を行う。ただし、フロアアクシデントのトラブル内容によっては機能しなくなることがある。
また、カラーチップによりメガホンレーザーなど「ヒメドローン専用の攻撃手段」を複数同時に追加することができる。発動はスペシャルウェポンと同じく、塗りポイントに応じて溜まる各種ゲージの残量次第で実行可能になる。
ラッキーコンボ
フロア内の敵を一定時間内に連続して倒すことで、アーマーやラッキーボムなどのアイテムドロップの確率が上昇する。運に関するチップでコンボ上限を上げることも可能。
ネリコイン
フロアの攻略報酬などで獲得できる。塔の途中にある自販機を利用した、ライフやカラーチップなどのアイテム購入や、ブキの変更で使用する。
シンジュにより機能解放した、選択するフロア・自販機の内容・一度入ったフロアからフロア選択画面（エレベーター）への入り直しといった「再抽選」の際にも使用する。
シンジュ
主に難易度緩和に関する役割を担うアイテム。
フロアの攻略ミスで所持している「ライフ」が全て喪失した場合、それまで所持していたカラーチップとネリコインを総計して変換される。一定条件により秩序の塔攻略中でも入手する機会がある。
秩序の街で使用することで、ライフの上限追加やダメージ軽減、ヒメドローンの強化など、恒常的な基礎ステータス強化や攻略の調整が可能になる。この強化はオンオフ形式で変更可能となっており、機能解放や上限解放後も任意で制限することができる。
また、過去にライフ全喪失したプレイ記録からの途中リトライも可能（パレットやカラーチップはその状況のもので再開）。
ロッカー
秩序の街に設置されている積み重なった小型のロッカー。ボスが出現するフロアの報酬で獲得できる「ロッカーのカギ」を使用することで一つずつ解錠することができる。
新しいパレットやサイド・オーダーでのバックストーリーの情報、他のモードで使用できるプレートなど、様々なものが入手できる。
スケルトーン
サイド・オーダーで8号に襲い掛かってくる敵。骨のような見た目をしているが、生命体なのか機械なのか定かではない。基本的に「ポータル」と呼ばれる設置物から出現し、いずれの個体も8号を執拗に付け狙ってくる習性があるとされ、秩序の塔の内部で襲い掛かってくる。確認したスケルトーンは、「スケルトーンずかん」に記載される。

#### ハイカラスクエア
エキスパンション・パスの第2弾「サイド・オーダー」のボスを倒すことで、ホームタウンを2の「ハイカラスクエア」に設定できる。

## 登場人物
インクリング・オクトリング（英: Inkling・Octoling）
プレイヤーキャラクター。ヒトの姿に変身できる生物で、インクリングはイカ、オクトリングはタコを指す。通称も「イカ」「タコ」。イカやタコの姿になって自身と同じ色のインクの中に潜る能力を持ち、インクの塗られた地面や壁を自由自在に高速で泳ぐことができる。ヒトの姿だと移動速度が遅くなるが、ブキを使用してインクを塗ることができる。水の中に入ると溺れる。
1万2000年前、陸地を目指すようになった海洋生物達が、段階的な進化によって肺呼吸や高度な知能と運動機能を獲得し、空気中での活動に適応して上陸したのが始まり。その後も進化を遂げ、ヒトの姿に変化するなどの擬態能力を獲得したイカがインクリング、タコがオクトリングとなった。本能である高い自己顕示欲とナワバリ意識を発散するため、イカやタコの若者は夢中でナワバリバトルを行っている。

### バンカラ街（登場人物）
すりみ連合（英: Deep Cut）
ニュース番組「バンカラジオ」（前作までのハイカラニュースに相当）のパーソナリティを務める人気沸騰中のトリオユニット。オクトリングのフウカ、インクリングのウツホ、マンタのマンタローからなり、フェスではこの3人がフェスを盛り上げる。
ケンカっ早い悪童3人組だが、バンカラ街では負け知らずで有名。地元での人気が特に高く、バンカラジオのパーソナリティへの抜擢を機に若い世代からの支持を集めるようになった。フェスやイベントではそれぞれが持つ歌声やダンスがひとつとなり、見る者を熱狂と混沌の渦に巻き込む。締めセリフは「ほな カイサン!!!」。
3人ともバンカラ街の神事に関わる名家の出身で、いずれも先祖代々伝わる秘術を体得している。幼い頃は三家の会合時に挨拶を交わす程度の仲だったが、中学生時代、歌うのが好きだったフウカとウツホが学校の屋上でよく一緒に歌うようになり、アカペラに物足りなくなった二人が、ピアノ上手だというマンタローを伴奏役に誘ったのをキッカケに意気投合。その数年後にスカウトされ、瞬く間にデビューした経緯をもつ。
その活動の裏では、借金まみれのバンカラ街の財政を救うべく密かにオタカラハンターとして活動しており、バンカラ地方の外れで多くの遺物が見つかる謎の多い場所「クレーター」でオタカラ探しをしている。ヒーローモードにて、クレーターの下に広がる空間「オルタナ」を発見。その地でオタカラ探しをしようとするが、ちょうどそこに主人公の3号とNew!カラストンビ部隊が現れ、3号達もオタカラを狙っていると勘違いしたことで対決。ところが狙っていたオタカラを物語後半にてNew!カラストンビ部隊から譲られたことにより和解。終盤、3号達のピンチを助けるべく協力した。
モチーフはイカとタコの捕食者であるサメ、ウツボ、エイ。名称は練り物のすりみに、本作のコンセプトである「3」を意識した「Three（スリー）＋三（み）」から来ている。
フウカ（英: Shiver）
声 - 里アンナ
サメ使いの後継者のオクトリング。ボーカル担当の一人で、扇子を片手にしなやかな歌を披露する。本名は「頬白 楓火（ホホジロ フウカ）」。一人称は「ウチ」。趣味はおカネを数えること。別名「サメ使いのフウカ」。ヒーローモードでは、前述の「先生」と呼ばれる巨大なサメを駆使して3号と対決する。
バンカラ地方で代々「鮫使いの術」という秘伝の術を受け継いできた「頬白一族」の一人。鮫使いの術は特別な血統を持った者が幼少期から過酷な訓練の繰り返しの末に体得できるとされ、その中でも巨大な鮫を自由に従える稀有な能力を持つ。儀式によって特別な個体のサメと縁を結んでおり、「先生」と呼び慕っている。歌うことが好きで、中学生時代は学校の屋上でウツホとともに一緒によく歌っていた。また、当時はウツホと同じクラスであり、危なっかしい行動で浮いていたウツホにしょっちゅう構っていたが、ウツホからは全く同じことを思われていたという。
ウツホ（英: Frye）
声 - 横沢ローラ
ウツボ使いの一族のインクリング。ボーカル担当の一人で、歌いながらリズムに合わせた躍動的なダンスで魅せる。本名は「翁長 空帆（オナガ ウツホ）」。一人称は「ワシ」。これは祖父が、幼い頃から世界中を旅して回っている両親に代わってウツホを育てたため。ケンカっ早く情に深い性格だが、これも祖父から受け継いだものとなっている。別名「踊るギャングスタ― ウツホ」。ヒーローモードでは、空飛ぶ無数のウツボを操り3号と対決する。
バンカラ地方で代々続くウツボ使いの一族「翁長一門（おながいちもん）」の本流「翁長派」の次期後継者でもある。幼い頃は踊りの稽古をしょっちゅう抜け出し、その頃からフウカに覚えられている。フウカと同じく歌うのが好きで、中学生時代はフウカとともに学校の屋上でよく一緒に歌っていた。歳が二つ下の弟と幼い双子の妹がいる。妹二人を溺愛し、弟もかわいがっているが、弟は最近反抗期になっている。
マンタロー（英: Big Man）
声 - 非公開
古式舞踊の当主のマンタ。楽曲制作を担当し、EDMを基調としたトラックの制作を得意とする。一人称は「ボク」、ただしセリフは常に「エイ！」や「エ～イ」「エイィ…」等としか言わず、セリフ中の括弧内に翻訳が表示される形で会話を行う。別名「ふしぎせいぶつ マンタロー」。一族のみに伝わる特殊なプランクトンを使った食事により、毒性を持った体液を作り出せる。ヒーローモードで3号と対決する。
バンカラ地方最古と言われる舞踏流派「曼蛇流」の当主で、類稀なる舞踏と音楽の才能により若くして当主を継いだ。本名は「曼蛇 太郎喜左衛門宗清（マンダ タロウキザエモンムネキヨ）」。手先が器用で楽器の扱いも上手いことから、中学生時代はピアノの演奏を得意としており、当時、フウカとウツホに歌の伴奏役として誘われたのをキッカケに意気投合した。なお、誘われた当初はカツアゲと勘違いしたという。手先の器用さから、あらゆるブキを使いこなせる。ブキ自体も好きなようで、好きなものの話になると口数が増えるが、ブキチには敵わないらしい。
ジャッジくん・コジャッジくん（英: Judd・Li'l Judd）
バトルの勝敗を見極める2匹のネコ。過去作から引き続き登場する。この世界で確認されている唯一の哺乳類と云われており、ジャッジくんは1万2000年前の人類滅亡時、「博士」という飼い主に不死の薬を飲まされた上で専用のカプセル内でコールドスリープされ、イカたちの世界に目覚めた。コジャッジくんは、ジャッジくんが目覚めなかったときの保険として同じカプセル内に入れられていたクローン。
ジャッジくんは普段はロビー内にある自身の座布団の上で昼寝をしており、話しかけるとバトルに役立つ情報を教えてくれる。教えた内容を隣のスペースですぐに試させてくれることもある。コジャッジくんはクローンとして生まれた自身の出自に悩んでいたが、今作でとうとうやさぐれた。最近は毛づくろいすらしておらず、綺麗だった毛並みが本作ではゴワゴワになっている。
ブキチ（英: Sheldon）
バトルで使う「ブキ」を扱うバンカラ街のブキ屋「カンブリアームズ」の店長のカブトガニ。過去作のハイカラシティやハイカラスクエアにも店舗を構えており、本作でも引き続き登場する。ブキに関する知識が非常に豊富で、ブキ屋で話しかければ意気揚々と話してくれるブキマニアだが、イカたちからは話が長いとしか思われていない。
タニシ店長・オームラ（英: Nails・Gnarly Eddy）
頭に身につけるギアを取り扱うバンカラ街のアタマ屋「golden ratio」の店長と店員。オームラはオウムガイで、タニシ店長はタニシ。内気かつ人付き合いが苦手だがルックスのイカしていたオームラを、身体は小さいがイケイケな性格で敏腕かつ「コミュ力お化け」のタニシ店長がバイトとしてスカウトした経緯をもつ。お店も繁盛しており、店のSNSフォロワー数は25万人にのぼる。
ハナガサ（英: Jel La Fleur）
さまざまな服を取り扱うバンカラ街のフク屋「ワンス・ア・ボン」の店主のクラゲ。片言だが服のセンスはピカイチ。コダワリをもって店主の仕事を務めており、ダサい客はお断りしている。
ヤシガニさん（英: Mr. Coco.）
靴を取り扱っているバンカラ街のクツ屋「ココナッツクラブ」の店主のヤシガニ。身体がデカく見た目も強面なため、イカたちは店へ入るのにちょっと勇気がいるらしい。しかし「たぶん優しい」「やさしいはず」とも評されており、店に入ってしまえばやけに落ち着く空間となっているため、ついつい長居してしまうイカも多い。
アイドル志望だったが、変声期でうまく歌えなくなり諦めた過去がある。また、語尾に「☆」やカタカナを付けたり、妙に明るい口調かつ高い声で喋る。身体のデカさはバンカラ地方の過酷な大地で鍛えられたもの。両手のハサミの力は体重の約90倍に上るとされ、捕まれば逃げるのは不可能。
パル子（英: Harmony）
雑貨を取り扱うバンカラ街のザッカ屋「竜宮城」の店長代理のイソギンチャク。スプラトゥーンシリーズのBGMを演奏する4人組チップチューンバンド「ABXY」のボーカル担当でもある。もともとは「竜宮城」の常連客だったが、店に入り浸りすぎて大半の仕事を把握。本来の店長であるカマスダが仕入れと称してちょくちょく不在になるため（本当はサボり）、勝手に店番をしている。カマスダ店長もそれでいいと思っている。
現在もABXYで活動中。不定期にバンド活動もやっており、竜宮城に入り浸りつつ、気が向いたら歌うといった生活を送っている。頭にいるクマノミとは共生関係にあるが、放置しすぎて死にかけており、パル子に守って貰える訳でもないので絶望されている。
スパイキー（英: Murch）
バンカラ街でギアパワーのつけ変え作業を担っているウニの若者。成長期に入っており、前作から身長が伸びた姿で登場。バンカラ街にいる他プレイヤーキャラの持つギアを注文したり、スーパーサザエを使ってギアのレア度を上げたり、ギアパワーを付け直してくれたり、ギアのスロットが全て埋まっているときのみ、おカネを使ってクリーニングしてギアの欠片を手に入れられる。ゲソタウンからの注文も受け取れる。
昔は後述のダウニーに憧れて今の仕事を始めたが、変化するバンカラ街の様子やさまざまな人に触れたことで、ダウニーの仕事の怪しい面についても多少理解し、ダウニーへの心酔は以前のように完全ではなくなっている。根本にある憧れも否定しきれず、ダウニーから教わった生き方しか知らないので、複雑な心境に揺らされながら葛藤している。
クマサン（英: Mr. Grizz）
イカやタコにサーモンランのバイトを斡旋しているクマサン商会の責任者。普段は木彫りの熊のようなラジオ装置を通じて声をかけてくるが、誰もその本来の姿を見た者はおらず、本当に実在するのかもわからない謎の存在。前作から引き続き登場する。
マザー（英: Marigold）
バンカラ街の各所で目撃されている謎の女性。姿の似た他人なのか同一人物なのか定かではないが、ロビー内の売店「サンカクス」の店員さん（英: Staff）や、さんぽ案内場発着所のガイドさん（英: Recon Guide）、ナワバトラー道場のスタッフさん（英: Staff）など、似た女性の姿が各所で目撃されている。クマサン商会に出入りしているとの噂もある。生枠のバンカラ生まれ、バンカラ育ちで、バンカラ街のあらゆることに精通している。

### ヒーローモード（登場人物）
3号（英: Agent 3）
今作ヒーローモードの主人公（＝プレイヤーキャラ）。バンカラ街の若者で、ナワバリバトルに興じつつ、相棒のコジャケと共にバンカラ地方の外れのクレーターでジャンク品を探し、日銭を稼ぎながら暮らしている。ある日ひょんなことからアタリメにスカウトされ、New!カラストンビ部隊の新隊員「3号」に任命された。コジャケとともにヒーローモードを攻略していくことになる。過去作に登場した3号とは別人であり、混同を避けるために今作の3号を「新3号」と表記する場合もある。
コジャケ（英: Smallfry）
3号の相棒の小さなシャケ。サーモンランで敵として出現するコジャケとは別の不思議な1匹。3号とともにバンカラ街で暮らしている。普段はバンカラ街にいるが、ヒーローモードでは3号のオトモとして付いてくる。敵に噛みついて攻撃したり、道中にある仕掛けを作動させたりと、さまざまな活躍を見せる。もともとビッグランの際に群れからはぐれた“迷いコジャケ”で、後の3号となる若者とたまたま出会った。オタカラを発掘して生計を立てている若者と、お腹を空かせて何でも探して食べるコジャケの利害が一致したことで共に行動している。終盤、魚介類の力が集まったことで「オオジャケ様」となり、熊三号と激闘を繰り広げる。
ミステリーファイルより、このコジャケは「ケイジ」と呼ばれる特殊な個体と示唆されている。ケイジはビッグランで元の群れに戻れず別の地方に迷い込んだコジャケで、長旅による空腹であらゆるものを食べてしまう。あらゆるものを食べるその性質から「オオジャケ」になる素質を秘めるとされる。現実の1万匹に約1匹しか獲れないという希少で高級な鮭「鮭児」がモチーフになっている。
New!カラストンビ部隊（英: New Squidbeak Splatoon）
人知れず悪いタコ軍団からイカ世界を守っている、謎のインクリング3人組。司令と1号・2号からなる。ヒーローモードではオルタナで3号と合流し、部隊の新人隊員である3号をサポートする。その正体は初代で活躍した先代3号と、初代でハイカラニュースのMCを担当していたアイドルユニット「シオカラーズ」。1号・2号については「#ハイカラシティ（登場人物）」のシオカラーズも参照。
1号（英: Agent 1）
声 - keity.pop
New!カラストンビ部隊の隊員。その正体はアイドルユニット「シオカラーズ」の一人、アオリ（英: Callie）。前作からヘアスタイルを変え、雰囲気も少し大人っぽくなったが、中身は相変わらずのノンストップ天然ボケ。前作でタコ軍団に洗脳された際に仲良くなったタコゾネス達の衣装を気に入り、今作ではそのデザインや素材を取り入れた衣装を着ている。初めて目にするオルタナの風景や遺跡に興味津々であり、3号の探索に着いて来ることがある。
2号（英: Agent 2）
声 - 菊間まり
New!カラストンビ部隊の隊員。その正体はアイドルユニット「シオカラーズ」の一人、ホタル（英: Marie）。1号（アオリ）のツッコミ担当。緩い雰囲気をしているが、実際はしっかり者であり、度々行方をくらます祖父のアタリメを内心で心配している。前作からの5年間でブキチから色々と教わり、ブキやギアを強化する技術を身に着けた。また、無口すぎる司令の気持ちを、ときに的確にときに適当に通訳してくれる。
司令（英: Captain）
New!カラストンビ部隊の司令。その正体は初代のヒーローモード主人公で、プレイヤーキャラだった初代3号。かつて部隊の司令だったアタリメに誘われ、その場の流れでイカ世界をタコ軍団から救った。その後も流れでアタリメと行動を共にし、流れで司令の座を引き継いだ。最強のウデマエの持ち主であり、実際非常に強いらしいのだが、肝心なときに気絶したり足をくじいたりする。非常に無口で、2号（ホタル）に自身の気持ちを通訳してもらう形で会話を行う。3号が最初にアタリメから渡された装備は司令のおさがり。しかしサイズが合っておらず、3号がクレーターから落下する際に脱げてしまった。
アタリメ（英: Craig Cuttlefish）
New!カラストンビ部隊の前司令にして相談役と名誉顧問を務める、老いたインクリング。同部隊の前身となったカラストンビ部隊の司令として、100年以上前の大ナワバリバトルで名を馳せた英雄。本名「アタリメ ヨシオ（辺目 義男）」。1号と2号（アオリとホタル）の祖父でもある。過去作では部隊の司令だったが、本作では先代3号に役目を譲って退役したため、軍服や軍帽は身に着けておらず、バンカラ地方の暑い気候に合わせて涼しい恰好に着替えている。
そのまま隠居したと思われたが今でも勝手にパトロールを続けており、目の輝きを見込んだ若者を3号としてスカウトした。物語序盤のクレーターで3号と共に動いていたが、クレーターの底が崩落した際、ケバインクに掴まれてどこかに連れ去られてしまった。これにより3号は、New!カラストンビ部隊からアタリメを探して欲しいと頼まれる形で、オルタナ内を探索することになる。
DJタコワサ将軍（英: DJ Octavio）
タコ軍団の首領であるオクタリアン。かつての大ナワバリバトルで敗北して以来、復讐のために自身の率いるタコ軍団と戦略タコツボ兵器を駆使してイカ世界の侵略を何度も狙うが、過去作でその都度New!カラストンビ部隊の活躍によって阻止され、捕まえられている。しかし、何度やられても逃げ出しては立ち上がる不屈の精神も持っている。本作では、部下のオクタリアン達が突如失踪してしまい、彼らを捜索する目的で「タコツボキング 局地戦仕様」をひっさげてバンカラ地方にやってきた。
バンカラ街からオオデンチナマズが失踪したことで、オオデンチナマズを奪った犯人ではないかとアタリメから疑われていた。しかしオオデンチナマズを奪った黒幕は別で、タコワサ本人は何も知っておらず、逆に部下の失踪はアタリメのせいではないかと疑っていた。後に誤解が解け、終盤で3号達に協力する。
オクタリアン（英: Octarian）
DJタコワサ将軍に率いられる悪いタコ軍団。過去作のヒーローモードでも度々New!カラストンビ部隊と対峙してきた。本作ではDJタコワサ将軍の元から失踪し、何故かオルタナでその姿を現した。ケバインクの影響で哺乳類になりかけており、いずれの個体も全身にボーボーの毛が生え、目がケバケバしくなっている。自我が残っているのかすら不明。本作でも主人公達の前に度々立ち塞がり、対決することになる。
イルカ（英: O.R.C.A.）
オルタナを管理している人工知能。正式名称Intelligent Recording Computer of Alterna。自律思考型の記録コンピュータで、オルタナで行われた活動を「オルタナログ」として記録していた。
実験体 熊三号（英: The Ursine Anomaly #03）
本作ヒーローモードの黒幕。1万2000年前、人類が種の保存のために打ち上げた宇宙船ポラリス号にコールドスリープして乗せられていた哺乳類であり、事故で地球へと墜落したポラリス号唯一の生き残り。その正体はクマサン商会の運営を行うクマサン張本人であり、商会の運営で集めた金イクラからケバインクを精製し、それをばら撒くことで哺乳類の復権を目論んでいた。

### ハイカラシティ（登場人物）
シオカラーズ（英: Squid Sisters）
歌って踊れるイカ世界の大人気アイドルユニット。ハイカラシティでのフェスを盛り上げてくれる。天真爛漫でボケ担当のアオリ（英: Callie）とクールでマイペースながらツッコミ担当のホタル（英: Marie）の二人のインクリングからなり、初代ではハイカラニュースのMCを担当していた。裏では悪いタコたちをシバくNew!カラストンビ部隊として活動している。そちらについては「#ヒーローモード（登場人物）」のNew!カラストンビ部隊を参照。ユニット活動は自分たちで好きな仕事だけをできる立場にまで上り詰めており、わりとヒマしている。
マメブキチ（英: Shelly）
ハイカラシティのブキ屋「カンブリアームズ」1号店の店員を務める、カブトエビの双子の兄。ブキチを幼くしたような姿をしているが、種族は別であり血縁関係にはない。ブキチのブキ愛に感銘を受け弟子入りし、熱意を買われたことでハイカラシティの店舗を任されている。初代と前作には登場しない新キャラクターとなる。
当初はツブブキチと2人で店番をしていたが、「サイド・オーダー」配信後はツブブキチがハイカラスクエアの2号店に異動しており、1人になっている。
アネモ（英: Annie）
ハイカラシティのアタマ屋「おかしら堂」の看板娘を務めるイソギンチャク。「ゲソタウン」というオンラインショップの運営なども掛け持ちしている。性格は引っ込み思案で内気、頭にはクマノミのクマノ（英: Moe）が住み着いている。初代と比較して、服装がゴシックメタル風に変わっている。
エチゼン（英: Jelonzo）
ハイカラシティのフク専門店「サス・オ・ボン」の店員のクラゲ。独学でイカ語を勉強した際に使った教材が偏っていたため、常に怪しい口調で喋る。初代と比べて見た目は大きく変わっていないが、トレードマークとして常に同じものをかぶっていた帽子は、初代の頃と別のものになっている。
アジオ（英: Fred Crumbs）
ハイカラシティのクツ屋「エビスシューズ」のアルバイト店員。アジフライのような姿をしているが、これは求人条件が「アゲモノ」だったため。無気力な雰囲気だがやる気がないわけではなく、勤務態度は真面目とのこと。消化吸収の悪さをカバーするため、常にレモンを持ち歩いている。アゲモノになる前はふつうのアジだった。
マメブキチとツブブキチと同じく、初代と前作には登場しない新キャラクターとなる。
ダウニー（英: Spyke）
ハイカラシティの「路地裏」でギアパワーに関する怪しい商売をしているウニ。初代でイカたちから1億G以上のおカネを稼いだと噂されており、他にも様々な商売に手を出して莫大なおカネを手にしたが、そのほとんどを使い果たし贅沢な趣味にも興味が無くなったため、ハイカラシティの路地裏に戻ってきた。バンカラ街にいるスパイキーと同じ仕事をする。過去作と比較して髭を生やしており、新たに眼鏡を着けている。

### サイド・オーダー（登場人物）
8号（英: Agent 8）
サイド・オーダーの主人公でタコの若者。通称「ハチ」。前作DLC『オクト・エキスパンション』の主人公で、もともとはタコ世界の戦闘要員。『オクト・エキスパンション』では謎の地下実験施設「深海メトロ」に実験体として連れてこられたが、さまざまな困難を乗り越えて地上へと脱出。ハイカラスクエアに辿り着いた。ひょんなことから秩序の世界に巻き込まれてしまい、住人が消え、色を失ったハイカラスクエアで目を覚ました。以前から交流のあるヒメとともに襲いくる不気味な敵を撃退しながら、事の真相を探るべく「秩序の塔」の最上階を目指すことになる。
テンタクルズ（英: Off The Hook）
前作に登場した人気ヒップホップユニット。
ヒメ（英: Pearl）
人気ユニット「テンタクルズ」のヒメを名乗るドローン。中身はヒメのようだが、何故かドローンになってしまった。中身のヒメは、『オクト・エキスパンション』で相方のイイダと協力し、8号の地上脱出を手助けした。テンタクルズについては「スプラトゥーンシリーズ#歴代MC」を参照。
イイダ（英: Marina）
テンタクルズのDJ担当。前作のファイナルフェスの後、深海メトロで「消毒」され自我を失ったオクタリアンの心を修復するために仮想世界「ネリバース」を開発するも、秩序を求める数多の声から生まれたオーダに意識を乗っ取られ、最初のボス「イイダ・エジタンド」として8号に襲い掛かる。解放後は手に入れたシンジュでハッキングすることで8号を強化してくれる。
ミズタ（英: Acht）
本名「ミズタ アハト」。『オクト・エキスパンション』にて「Dedf1sh」の名義でBGM制作を担当していたDJのオクトリング。将来を有望視されていたDJだったが、理想の音楽を追求した結果、地下の実験施設に足を踏み入れて「消毒」されてしまった。地下深くでアーティストとして音楽を奏でていたが、8号同様に秩序の世界へ迷い込んでしまった。秩序の塔の構造やカラーチップに詳しく、塔を上るサポートをしてくれる。
ユメエビ（英: Cipher）
露店を営む秩序の世界の住人。シンジュとオキモノやネームプレートなどのアイテムを引き換えてくれる。
オーダ
サイド・オーダーの黒幕。ネリバースを開発したイイダ達が「変わらない世界」を望んだことから生まれた人工知能。ネリバースを乗っ取り「秩序の街」を生み出し、現実世界のハイカラスクエアの人々の意識を取り込み「ノンカラ処理」を行うことで人々の気力を失わせ、いずれは現実世界をも浸食しようとしていた。秩序の塔の最上階で「オーダコ」となって8号達に襲い掛かる。

#### ハイカラスクエア（登場人物）
ツブブキチ（英: Donny）
ハイカラスクエアのブキ屋「カンブリアームズ」2号店の店員を務める、カブトエビの双子の弟。当初はマメブキチと2人でハイカラシティで店番をしていたが、「サイド・オーダー」配信後はハイカラスクエアに異動した。

## 沿革
ここでは『スプラトゥーン3』のゲーム内でのイベントや追加要素などをまとめた。なお「スプラトゥーン」の歩みも参照。

### 発売以前
- 2021年2月18日 Nintendo Directにて『スプラトゥーン3』が発表される[226]。
- 2022年4月22日 『スプラトゥーン3』の発売が9月9日に決定する[227]。
- 2022年8月28日 『スプラトゥーン3 前夜祭』が開催、お題は「いちばん強いのはどれ？グーvsパーvsチョキ」[43]。結果は25p・0p・10pで”グー”の勝利[44]。
- 2022年9月9日 『スプラトゥーン3』が発売[228]。

### 2022秋 Drizzle Season
- 2022年11月11日 インクリング（イエロー）、オクトリング（ブルー）、コジャケのamiiboが発売された[229][230]。

### 2022冬 Chill Season
2022年12月1日開幕。新たな対戦モード「Xマッチ」が実装された他、新メインブキ「スペースシューター」「ワイドローラー」「R-PEN/5H」を含む13種類のブキ、約50種類のギアが追加された。また、新たな対戦ステージ「クサヤ温泉」「ヒラメが丘団地」、新たなバイトステージ「難破船ドン・ブラコ」が追加された。
- 2023年2月28日 有料追加コンテンツ『スプラトゥーン3 エキスパンション・パス』第1弾、「ハイカラシティ」が配信された[233]。

### 2023春 Fresh Season
2023年3月1日開幕。新たなスペシャルウェポン「テイオウイカ」「デコイチラシ」が追加された他、12種類のブキ、126種類のギアが追加された。また、新たな対戦ステージ「ナンプラー遺跡」「マンタマリア号」が追加された。さらに「チャンネル」機能が実装されナワバトラーの通信対戦が可能となり、ロビーにはジュークボックスが追加された。

### 2023夏 Sizzle Season
2023年6月1日開幕。新たな対戦モード「イベントマッチ」が実装された他、新メインブキ「S-BLAST92」「フィンセント」を含む11種類のブキが追加された。また、新たな対戦ステージ「タラポートショッピングパーク」「コンブトラック」、新たなバイトステージ「すじこジャンクション跡」が追加された。そして勝利時にバトルで活躍した2人が健闘をたたえ合う「フィストバンプ」の仕草を見せるようになった。

### 2023秋 Drizzle Season
2023年9月1日開幕。一部のキャップやTシャツのギアでこれまでとは異なる「着こなし」が可能となった他、新メインブキ「モップリン」「イグザミナー」を含む10種類のブキが追加された。また、新たな対戦ステージ「タカアシ経済特区」「オヒョウ海運」、新たなバイトステージ「トキシラズいぶし工房」が追加された。
- 2023年11月17日 フウカ・ウツホ・マンタローのamiiboが発売された[240][230]。

### 2023冬 Chill Season
2023年12月1日開幕。新たなスペシャルウェポン「ウルトラチャクチ」「スミナガシート」が追加された他、9種類のブキが追加された。また、新たな対戦ステージ「バイカイ亭」「ネギトロ炭鉱」が追加された。
- 2024年2月22日 有料追加コンテンツ『スプラトゥーン3 エキスパンション・パス』第2弾、「サイド・オーダー」が配信された[243]。

### 2024春 Fresh Season
2024年3月1日開幕。新メインブキ「ガエンFF」「24式張替傘・甲」を含む11種類のブキが追加された他、新たな対戦ステージ「カジキ空港」、新たなバイトステージ「どんぴこ闘技場」が追加された。新しい「着こなし」方が追加され、153種類のギアが追加された。また、フェスの新要素に「ハナビダマ」が追加された。

### 2024夏 Sizzle Season
2024年6月1日開幕。新メインブキ「フルイドV」「デンタルワイパーミント」を含む10種類のブキが追加された他、新たな対戦ステージ「リュウグウターミナル」が追加された。また、フェスの新要素に「ホラガイ争奪戦」が追加された。

### Ver.9.0.0
- 2024年9月5日 アオリ（オルタナ）・ホタル（オルタナ）・ヒメ（サイド・オーダー）・イイダ（サイド・オーダー）のamiiboが発売された[230]。
- 2024年9月13-16日 最大のフェス『グランドフェスティバル』が開催、お題は「大切なのは？過去vs現在vs未来」[83][85]。結果は500p・370p・0pで”過去”の勝利[84]。
  - グランドフェスティバル終了後、シオカラーズ・テンタクルズ・すりみ連合のamiiboを読み込むことでグランドフェスティバルの会場に行く機能が追加された[162][163]。

### Ver.10.0.0
2025年6月12日配信。30種類のブキを含む「バンカラコレクション バラズシ/シチリン」が追加された他、新たな対戦ステージ「デカライン高架下」が追加された。また、Nintendo Switch 2向けのチューニングも行われた。

## 受賞
- 日経トレンディ 2022年ヒット商品ベスト30 - 9位[250]
- SNS流行語大賞 2022 ゲーム部門 - 1位[251]
- Yahoo!検索大賞2022 - カルチャーカテゴリー ゲーム部門賞[252]
- IGN JAPANゲーム・オブ・ザ・イヤー2022
  - ベストゲームTOP 10 - 5位[253]
  - サウンドトラック賞[254]
  - マルチプレイゲーム賞[254]
- The Game Awards 2022 - Best Multiplayer Game[255]
- 日本ゲーム大賞2023 - 優秀賞[256]